# 灰斑䳍
（学名：[Nothoprocta cinerascens] 错误：{{Lang}}：文本有斜体标记（帮助）），是䳍形目䳍科的一种鸟类。

## 特征
灰斑䳍体重约523.89克，翼长约180.8毫米，嘴峰长约32.8毫米，喙宽度约7.5毫米，喙厚度约7.4毫米，跗蹠长约38.8毫米，尾长约61.6毫米。灰斑䳍在其分布区内为留鸟，其栖息在半开放的灌木丛中，食性为杂食性。

## 亚种
- [Nothoprocta cinerascens cinerascens] 错误：{{Lang}}：文本有斜体标记（帮助）：分布于玻利维亚东南部至巴拉圭西北部和阿根廷中部。
- [Nothoprocta cinerascens parvimaculata] 错误：{{Lang}}：文本有斜体标记（帮助）：分布于阿根廷西北部干旱地区（拉里奥哈省东部）。[4]